# Кларитромицин
Кларитромицинът е антибиотик от групата на макролидите. Търговски лекарствени препарати, съдържащи кларитромицин, са: Biaxin, Klacid™, Klacid SR™, Klacar™, Fromilid™. Тъй като Кларитромицинът спада към групата на макролидите, антибиотикът се използва при инфекции на горните дихателни пътища като синузит, бронхопневмония, възпаления на средното ухо.
Страничните (нежелани) лекарствени реакции при приемане на кларитромицин са гастроинтестинални разстройства, диария и свръхчувствителност към препарата.Ако получите разстройство моля свържете се с вашия лекар.